# Katrin Beierl
Katrin Beierl (Mödling, 16 agosto 1993) è una bobbista austriaca, vincitrice della Coppa del Mondo nel 2020/21, prima austriaca a conquistare tale trofeo nella storia del bob femminile.

## Biografia
Ha praticato l'atletica leggera nella velocità e negli ostacoli sino al livello nazionale juniores. Compete nel bob dal 2013 per la squadra nazionale austriaca, gareggiando inizialmente come frenatrice per poi convertirsi al ruolo di pilota a partire dal novembre 2014. Debuttò in Coppa Europa da frenatrice a gennaio 2014 e da pilota nella stagione 2014/15, raggiungendo quale suo miglior risultato il quinto posto in classifica generale nel 2017/18. Si distinse nelle categorie giovanili vincendo la medaglia d'oro ai campionati mondiali juniores di Schönau am Königssee 2019 e agli europei juniores del 2018.

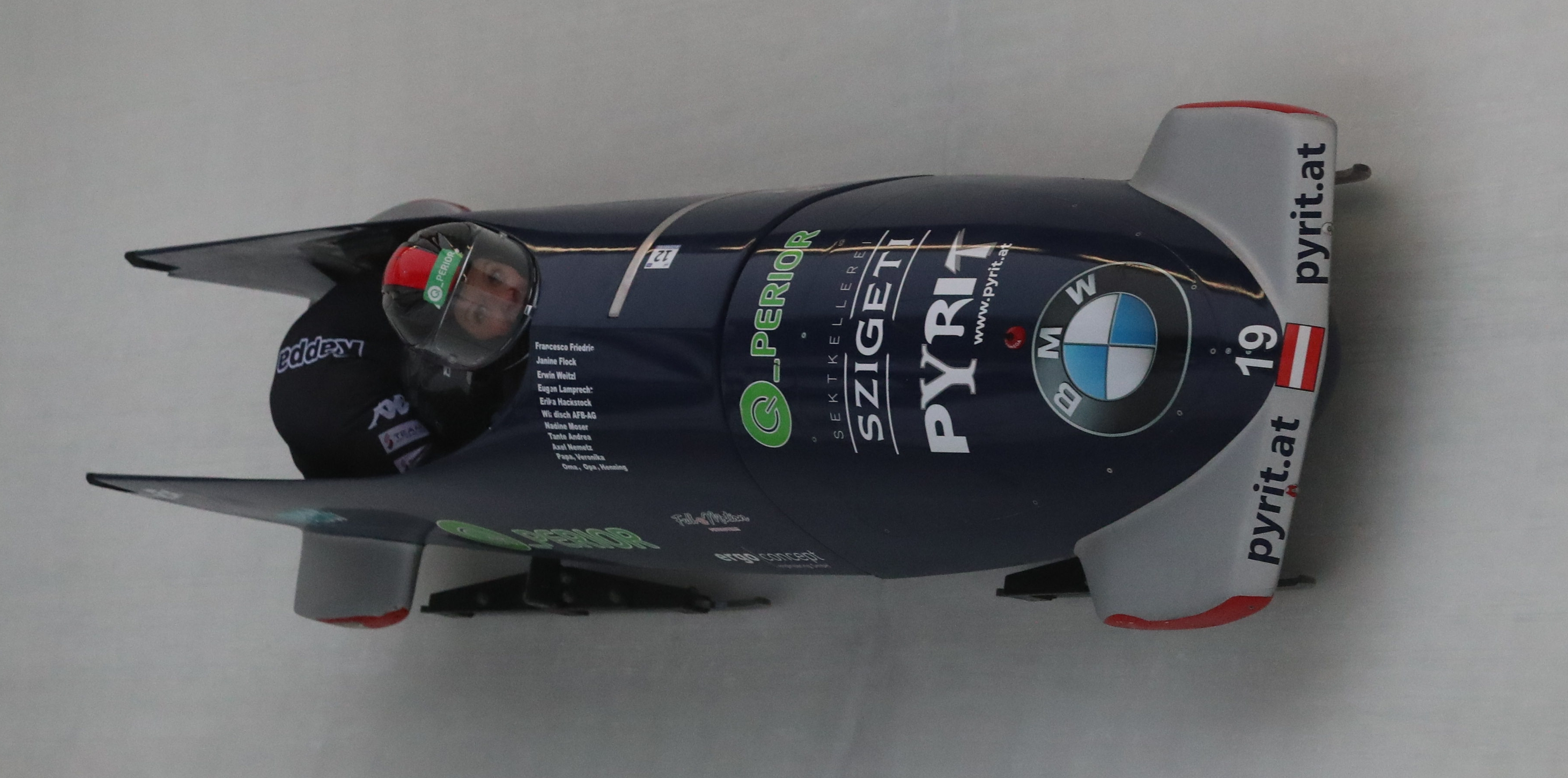
Katrin Beierl in gara ad Altenberg nel 2019 durante la Coppa del Mondo 2018/19

Esordì in Coppa del Mondo nella stagione 2015/16, il 5 dicembre 2015 a Winterberg, dove terminò decima nel bob a due; centrò il suo primo podio il 21 novembre 2020 a Sigulda, prima tappa della stagione 2020/21, piazzandosi al secondo posto nel bob a due in coppia con Jennifer Onasanya. Ha trionfato in classifica generale nel 2020/21, prima austriaca in assoluto a conquistare tale trofeo nella storia del bob femminile. Nel circuito delle World Series di monobob femminile andò per la prima volta a podio il 5 dicembre 2020 a Winterberg, prima gara della stagione 2020/21, piazzandosi al terzo posto, e concludendo l'annata al sedicesimo posto in classifica generale..
Ha partecipato ai Giochi olimpici invernali di Pyeongchang 2018, classificandosi al 17º posto nel bob a due in coppia con Victoria Hahn.

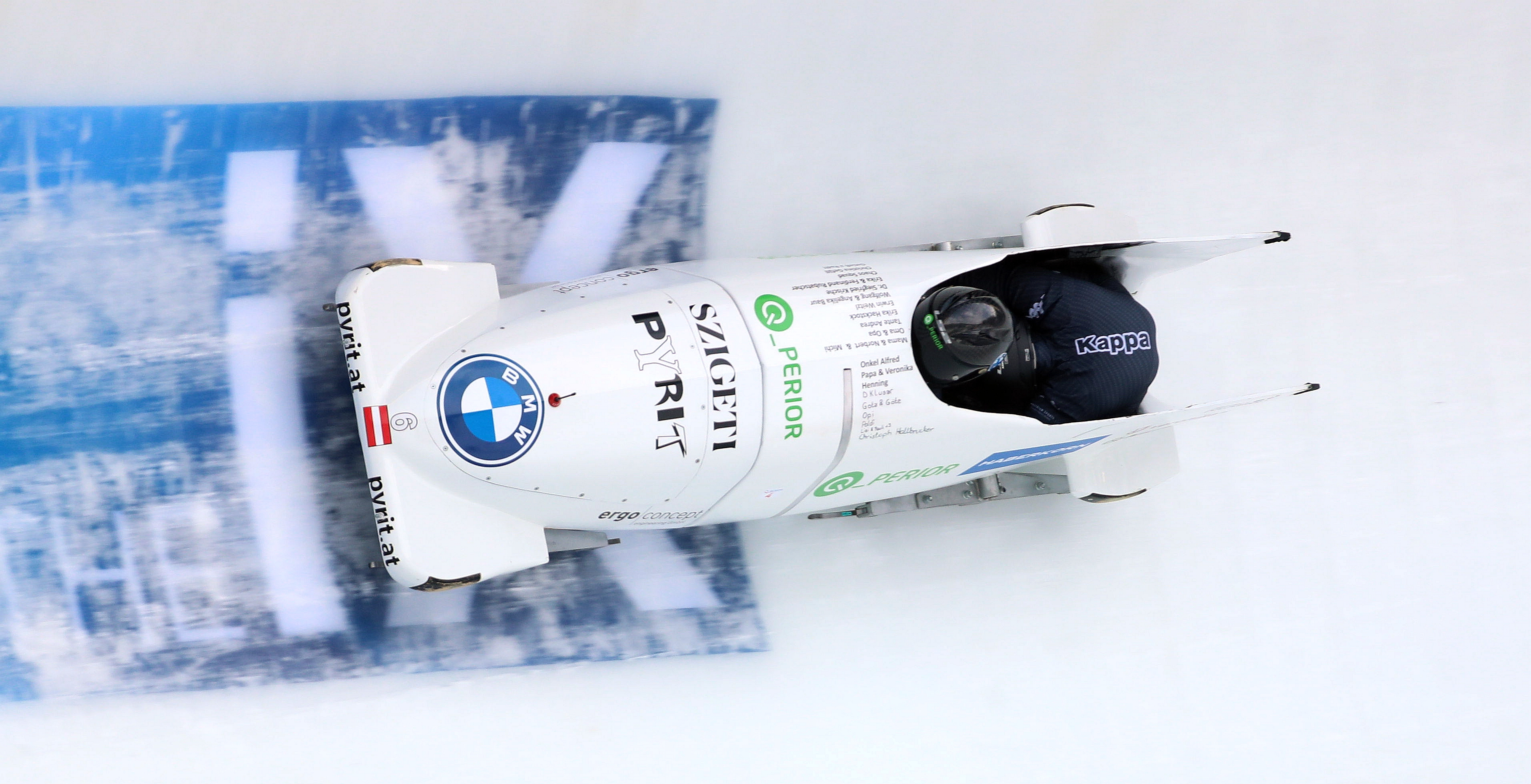
Katrin Beierl in gara nel bob a due ai campionati mondiali di Altenberg 2021

Prese inoltre parte a cinque edizioni dei campionati mondiali. Nel dettaglio i suoi risultati nelle prove iridate sono stati, nel monobob: ottava ad Altenberg 2021; nel bob a due: quattordicesima a Igls 2016, quindicesima a Schönau am Königssee 2017, quarta a Whistler 2019, nona ad Altenberg 2020 e settima ad Altenberg 2021; nella gara a squadre: tredicesima a Igls 2016 e quinta a Whistler 2019.
Agli europei vanta invece due medaglie di bronzo vinte nel bob a due: la prima a Schönau am Königssee 2019 e la seconda a Winterberg 2021, entrambe ottenute in coppia con Jennifer Onasanya.

## Palmarès

### Europei
- 2 medaglie:
  - 2 bronzi (bob a due a Schönau am Königssee 2019; bob a due a Winterberg 2021).

### Mondiali juniores
- 1 medaglia:
  - 1 oro (bob a due a Schönau am Königssee 2019).

### Europei juniores
- 1 medaglia:
  - 1 oro (bob a due nel 2018).

### Coppa del Mondo
- Vincitrice della classifica generale del bob a due nel 2020/21.
- 3 podi (nel bob a due):
  - 1 secondo posto;
  - 2 terzi posti.

### World Series di monobob femminile
- Miglior piazzamento in classifica generale: 16ª nel 2020/21.
- 1 podio:
  - 1 terzo posto.

### Coppa Europa
- Miglior piazzamento in classifica generale nel bob a due: 5ª nel 2017/18.
- 5 podi (tutti nel bob a due):
  - 4 vittorie;
  - 1 secondo posto.